# Jekatierina Fiedorkina
Jekatierina Igoriewna Fiedorkina (ros. Екатерина Игоревна Федоркина; ur. 29 stycznia 1983 w Kałudze) – rosyjska szablistka, wielokrotna medalistka mistrzostw świata i Europy.
W 1999 roku zdobyła brąz indywidualnie na mistrzostwach świata juniorów w Dijon. Na rozgrywanych cztery lata później mistrzostwach świata juniorów w Trapani zdobyła złoto drużynowo i brąz indywidualnie.
Podczas mistrzostw świata w Nowym Jorku w 2004 roku Rosjanki w składzie: Sofja Wielika, Jekatierina Fiedorkina, Jelena Nieczajewa i Swietłana Kormilicyna zdobyły drużynowo złoty medal. W tej samej konkurencji zdobyła następnie srebrny medal na mistrzostwach świata w Lipsku (2005) oraz brązowe na mistrzostwach świata w Turynie (2006) i mistrzostwach świata w Petersburgu (2007). Na ostatniej z tych imprez zajęła także dziewiąte miejsce w rywalizacji indywidualnej
Wystartowała na igrzyskach olimpijskich w Pekinie w 2008 roku, gdzie była piąta drużynowo. Był to jej jedyny start olimpijski.
Zdobyła złoto w szabli drużynowej na mistrzostwach Europy w Bourges w 2003 roku. Na mistrzostwach Europy w Kopenhadze rok później zdobyła złoto drużynowo i srebro indywidualnie. Następnie zwyciężyła indywidualnie na mistrzostwach Europy w Zalaegerszeg (2005), a drużynowo była druga. Podczas mistrzostw Europy w Izmirze (2006) zdobyła złoto w turnieju drużynowym. Kolejne dwa medale zdobyła na mistrzostwach Europy w Gandawie (2007): brąz w zawodach drużynowych i złoto w indywidualnych. Ponadto na mistrzostwach Europy w Kijowie (2008) zdobyła indywidualnie brązowy medal.